# پاپول‌های مرواریدوار سرنره

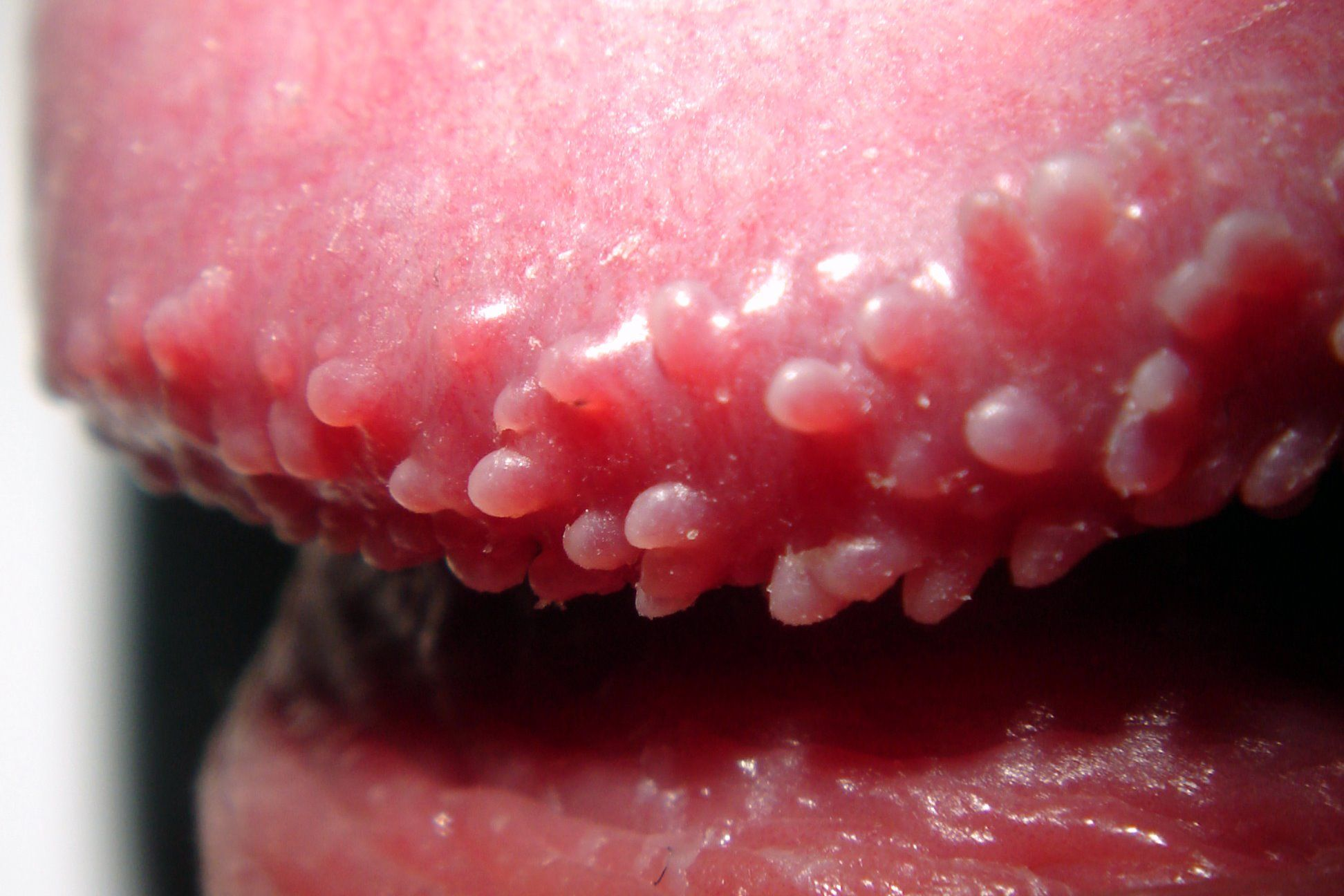
تصویر نزدیک پاپول‌های مرواریدوار سرنره

پاپول‌های مرواریدوار سرنره (لاتین: papillae coronae glandis ت.ت. 'پاپیل‌های تاج سرنره'؛ لاتین: hirsuties papillaris coronae glandis ت.ت. 'هیرسوتیسم پاپیلر تاج سرنره') شامل برجستگی‌هایی است که می‌تواند بر روی نوار سرنره در آلت مردی مردان ایجاد شوند. این برجستگی‌ها، واریاسیون آناتومیک بی‌ضرری هستند که در مردان ختنه شده کمتر دیده می‌شود. با وجود اینکه گاهی با زگیل تناسلی اشتباه گرفته می‌شوند، اما جزء بیماری‌های آمیزشی نیستند و مسری نیز نمی‌باشند. اندازه آنها از ۱ تا ۴ میلی‌متر متفاوت است، مرواریدی یا گوشتی رنگ، صاف و گنبدی یا رشته‌ای هستند و در یک یا چند ردیف در اطراف برآمدگی سر آلت تناسلی و گاهی روی بدنه آلت تناسلی نیز ظاهر می‌شوند. آنها بدون درد، غیر سرطانی و خوش‌خیم و کوچک بوده و مضر نیستند. در وضعیت پزشکی داشتن چنین پاپول‌هایی به نام هیرسوتوئید پاپیلوماتوز یا هیرسوتیس پاپیلاریس کرونا گلاندیس نامیده می‌شود.
مطالعات نشان داده‌اند که این برجستگی‌ها بیشتر در مردان جوانتر و بیشتر در بین افراد ختنه نشده رخ می‌دهند. یکی از مطالعات، نشان داد که ۳۳٫۳٪ از مردان ختنه نشده و ۷٫۱٪ از مردان ختنه شده دارای این برجستگی‌ها می‌باشند. پاپول‌های مرواریدوار سرنره گاهی به عنوان عضو وستیجیال باقیمانده از برآمدگی‌های آلت تناسلی توصیف می‌شوند که در برخی پستانداران وجود دارد. در گونه‌هایی که برآمدگی‌های آلت تناسلی را به‌طور کامل حفظ کرده‌اند، این برآمدگی‌ها باعث افزایش رضایت جنسی و تسریع ارگاسم می‌شوند.

## علت و مکانیسم
پاپول‌های مرواریدوار سرنره نوعی آنژیوفیبروم هستند که هنوز عملکرد آنها به خوبی درک نشده‌است. آنها معمولاً به عنوان بقایای باقی مانده از ساقه آلت تناسلی و بازمانده‌های ژنتیکی در نظر گرفته می‌شوند، نقاط حساسی که در پستانداران دیگر نیز در همان مکان یافت می‌شوند.پاپول‌ها روغنی ترشح می‌کنند که آلت تناسلی را مرطوب و چرب می‌کند. آنها گسترش نمی‌یابند و اغلب خود به خود پسرفت می‌کنند. همراه با دانه‌های فوردایس، پاپول‌ها روغن‌هایی ترشح می‌کنند تا پوست کلاهک آلت تناسلی را در وضعیت خوبی نگه دارند. اگر این روغن‌ها بیش از حد تولید شوند یا در زیر پوست ختنه گاه شستشوی کافی انجام نگیرد، می‌تواند موجب انباشته شدن اسمگما شود.

## شیوع
پاپول‌های مرواریدوار سرنره برجستگی‌های رایجی هستند و معمولاً در ۱۴ تا ۴۸ درصد از مردان جوان رخ می‌دهند. آنها در مردان ختنه شده کمتر دیده می‌شوند، این برجستگی‌ها تقریباً پنجاه درصد کمتر در مردان ختنه شده رخ می‌دهد.

## اجتماعی و فرهنگی و درمان

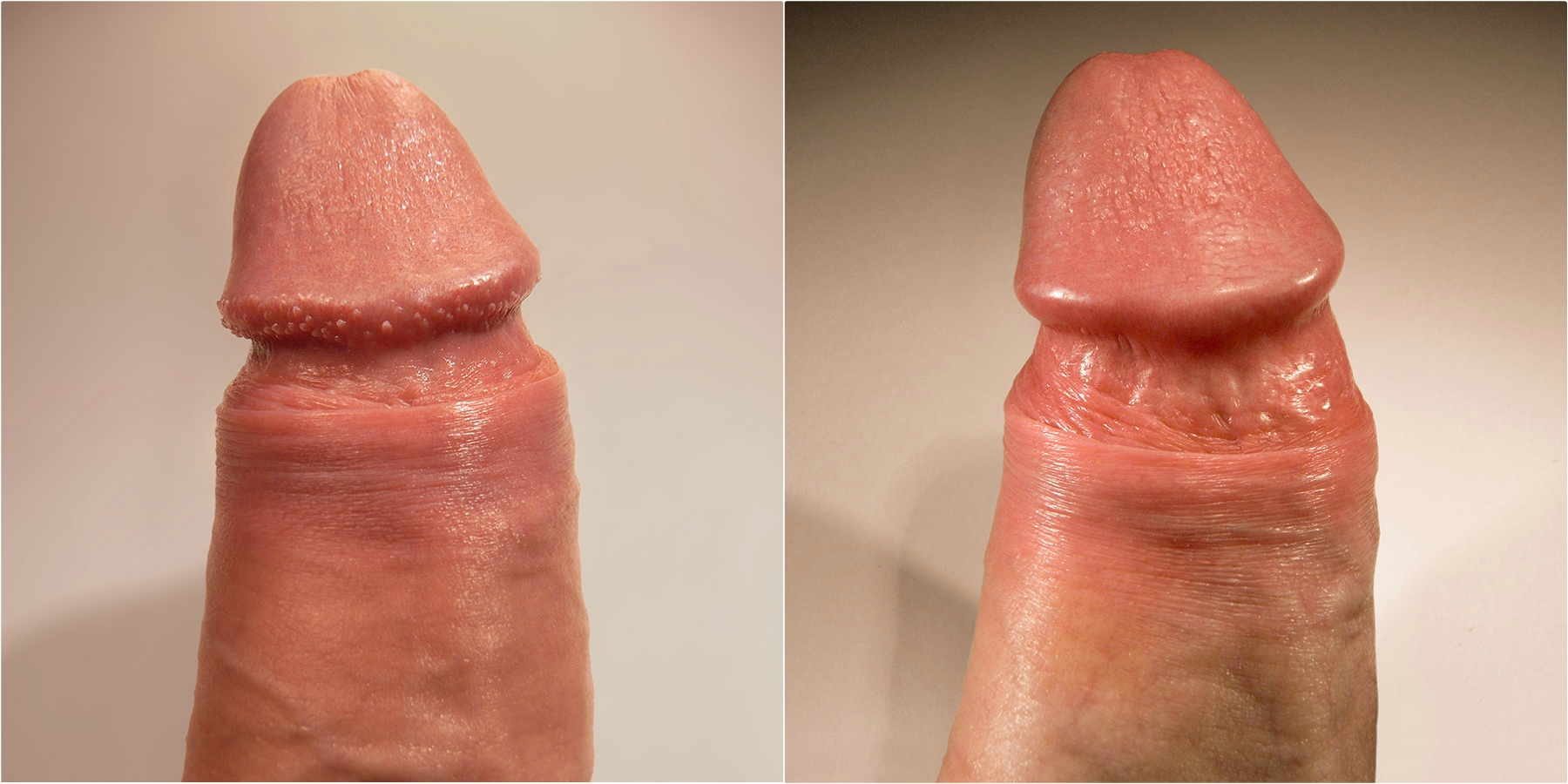
قبل و بعد از درمان

برخی از مردان به دلیل شباهت آنها به برخی از عفونت‌های مقاربتی، پاپول‌ها را ناراحت‌کننده می‌دانند. اگرچه پاپول‌ها به هیچ بیماری مربوط نمی‌شوند، گاهی با زگیل‌های تناسلی اچ‌پی‌وی اشتباه گرفته می‌شوند. با وجود این واقعیت که پاپول‌های مرواریدوار سرنره نه عفونی هستند و نه برای سلامتی فرد مضر هستند و ممکن است عملکردهای مفیدی نیز داشته باشند، درمان‌های خانگی نیز برای «درمان» آن وجود دارد. برخی از «درمان‌های خانگی» که در اینترنت و جاهای دیگر یافت می‌شوند، از پمادها یا کرم‌های ملایم برای نرم کردن پاپول‌ها استفاده می‌کنند، اما برخی دیگر از نظر فیزیکی تکنیک‌های خطرناکی برای برداشتن پاپول هستند که می‌تواند منجر به آسیب غیرقابل برگشت به آلت تناسلی شوند.
از آنجایی که متخصصان پوست در صورت تمایل فرد روش‌های ایمن و مؤثری برای برداشتن پاپول‌ها دارند، از درمان‌های خانگی شامل مواد خورنده یا خودجراحی باید اجتناب شود، زیرا می‌توانند برای همیشه به عملکرد جنسی فرد آسیب بزنند. برداشتن پاپول‌ها فقط باید توسط یک پزشک و با استفاده از تکنیک‌های پزشکی اثبات شده انجام گردد.